# Pedro Álvarez de Toledo y Colonna
Pedro Álvarez de Toledo y Colonna, II Principe di Montalbano, e Duca di Ferrandina (Napoli, 6 settembre 1546 – Madrid, 17 luglio 1627), è stato un diplomatico e nobile spagnolo.

## Biografia
Pedro Álvarez de Toledo Osorio y Colonna era figlio di García Álvarez de Toledo y Osorio, IV marchese di Villafranca, e della nobildonna italiana Vittoria Colonna di Paliano, figlia terzogenita di Ascanio I Colonna, II duca di Paliano (fratello minore della più nota Vittoria Colonna). Dalla madre ottenne di aggiungere il cognome della prestigiosa famiglia nobile italiana Colonna al proprio.
Destinato alla carriera militare, nel 1585 Pedro Álvarez de Toledo Osorio y Colonna fu nominato Capitano Generale delle Galee di Napoli.
Nel 1595, fece un'incursione vittoriosa sui turchi a Patrasso, nella Morea, avvalendosi solo delle forze navali e terrestri al suo comando diretto.
Nel 1601, a capo di una flotta di diciassette galee, di cui cinque appartenenti ai Cavalieri di Malta, bombardò le fortificazioni dei turchi a Cipro, frenando così le loro incursioni contro l'isola di Malta.
Nel 1607, fu nominato Capitano Generale delle Galee di Spagna.
Nel 1608, come uomo di fiducia del Re Filippo III di Spagna, che lo nominò Consigliere di Stato, fu inviato in Francia presso il Re Enrico IV di Francia per convincergli di lasciare l'alleanza con le Province Unite olandesi, protestanti e nemici della Spagna.
Nel 1609, prese parte alle operazioni di espulsione dei mariscos spagnoli completate  nel 1610. 
Questa misura incrementò gli attacchi navali nel Mediterraneo occidentale da parte dell'Impero ottomano turco sotto il sultanato di Ahmed I e quindi diede nuova importanza all'ampio programma di costruzione di difese costiere che era stato organizzato da suo nonno Pedro Álvarez de Toledo y Zúñiga, Viceré di Napoli, con la partecipazione di ingegneri italiani che furono attivi non solo in Italia, come Antonio Ferramolino, ma anche in Spagna, come Giovanni Battista Antonelli, e nei territori spagnoli dei Caraibi, come suo fratello minore Battista Antonelli, che progettò le rinomate fortificazioni dell'Avana a Cuba e di Cartagena de Indias in Colombia.
Nel 1610, conquistò con la flotta spagnola di Napoli operando insieme alla flotta spagnola dell'Andalusia, il porto marocchino di Larache, che fu poi perso di nuovo e dovette essere di nuovo conquistato nel 1614, anche per evitare che il venisse venduto ai Paesi Bassi. In quest'occasione, Don Pedro con le sue galee di Napoli agiva agli ordini di Don Juan de Fajardo, comandante della flotta spagnola del Mar Oceano, ossia dell'Atlantico.
Nel 1615, lasciò l'incarico di Capitán General de la Mar, nella quale carica fu sostituito da Emanuele Filiberto, figlio del Duca di Savoia, Carlo Emanuele I.
Dal 1616 al 1618, grazie anche all'appoggio dello zio, Fernando Álvarez de Toledo, terzo Duca di Alba, fu nominato Governatore del Ducato di Milano sostituendo Juan de Mendoza, Marchese de la Hinojosa, dopo il Trattato di Asti del 1615. Prese anche il comando dell'esercito che doveva riportare a più miti consigli il Duca di Savoia e si oppose con vigore a quel trattato, non lasciando alcuna alternativa alla guerra. Riuscì ad ottenere il consenso del Re di Spagna ad aprire le ostilità, ma senza grandi entusiasmi nella Corte reale dove quel conflitto era noto come la guerra di Don Pedro.
Nel 1621, fu nominato Generale della Cavalleria di Spagna, ottenendo anche il comando dell'esercito spagnolo di stanza sempre a Napoli.
Nel 1623, come premio per il suo operato come Governatore di Milano, ottenne il riconoscimento come Grande di Spagna.
Nel 1625, prese parte alla difesa di Cadice dagli attacchi degli anglo-olandesi al comando di Edward Cecil.
Nel 1627, poco prima di morire, il 17 di luglio, probabilmente a Madrid, fu nominato Viceré di Napoli, ma non fece in tempo a occupare quella carica.

## Matrimoni e figli
Il 7 giugno 1576, ad appena dieci anni di età, Pedro sposò Elvira de Mendoza, figlia di Íñigo Lopez de Hurtado de Mendoza, III marchese di Mondéjar, IV conte di Tendilla, Viceré di Napoli dal 1575 al 1579, e di Maria de Mendoza. La coppia ebbe quattro figli:
- Victoria de Toledo, sposò don Luis Ponce de León, VI marchese di Zahara
- García Álvarez de Toledo, VI marchese di Villafranca
- Fadrique Álvarez de Toledo y Mendoza, I marchese di Villanueva de Valdueza
- María de Toledo, monaca

Sposò in seconde nozze Giovanna Pignatelli, figlia di Camillo Pignatelli, III Duca di Monteleone, e di Girolama Colonna.

## Albero genealogico
|                                                               |                                       |                                               | Genitori                                     |  |  | Nonni |  |  | Bisnonni                                              |  |  | Trisnonni                                          |  |
|                                                               |                                       |                                               |                                              |  |  |       |  |  | Fadrique Álvarez de Toledo y Enríquez, II duca d'Alba |  |  | García Álvarez de Toledo y Carrillo, I duca d'Alba |  |
|                                                               |                                       |                                               |                                              |  |  |       |  |  | Fadrique Álvarez de Toledo y Enríquez, II duca d'Alba |  |  | García Álvarez de Toledo y Carrillo, I duca d'Alba |  |
|                                                               |                                       | Maria Enriquez de Quiñones                    |                                              |  |  |       |  |  | Fadrique Álvarez de Toledo y Enríquez, II duca d'Alba |  |  |                                                    |  |
| Pedro Álvarez de Toledo y Zúñiga, III marchese di Villafranca |                                       |                                               |                                              |  |  |       |  |  | Fadrique Álvarez de Toledo y Enríquez, II duca d'Alba |  |  |                                                    |  |
|                                                               |                                       | Isabel de Zúñiga y Pimentel                   | …                                            |  |  |       |  |  |                                                       |  |  |                                                    |  |
|                                                               |                                       | Isabel de Zúñiga y Pimentel                   | …                                            |  |  |       |  |  |                                                       |  |  |                                                    |  |
|                                                               |                                       | Isabel de Zúñiga y Pimentel                   | …                                            |  |  |       |  |  |                                                       |  |  |                                                    |  |
| García Álvarez de Toledo y Osorio, IV marchese di Villafranca |                                       | Isabel de Zúñiga y Pimentel                   |                                              |  |  |       |  |  |                                                       |  |  |                                                    |  |
|                                                               |                                       | Luis Pimentel y Pacheco, II duca di Benavente | Rodrigo Alonso Pimentel, I duca di Benavente |  |  |       |  |  |                                                       |  |  |                                                    |  |
|                                                               |                                       | Luis Pimentel y Pacheco, II duca di Benavente | Rodrigo Alonso Pimentel, I duca di Benavente |  |  |       |  |  |                                                       |  |  |                                                    |  |
|                                                               |                                       | Luis Pimentel y Pacheco, II duca di Benavente | María Pacheco y Portocarrero                 |  |  |       |  |  |                                                       |  |  |                                                    |  |
| María Osorio y Pimentel                                       |                                       | Luis Pimentel y Pacheco, II duca di Benavente |                                              |  |  |       |  |  |                                                       |  |  |                                                    |  |
|                                                               |                                       | Juana Osorio y Bazán                          | Pedro Álvarez Osorio, conte di Lemos         |  |  |       |  |  |                                                       |  |  |                                                    |  |
|                                                               |                                       | Juana Osorio y Bazán                          | Pedro Álvarez Osorio, conte di Lemos         |  |  |       |  |  |                                                       |  |  |                                                    |  |
|                                                               |                                       | Juana Osorio y Bazán                          | …                                            |  |  |       |  |  |                                                       |  |  |                                                    |  |
| Pedro Álvarez de Toledo y Colonna, V marchese di Villafranca  |                                       | Juana Osorio y Bazán                          |                                              |  |  |       |  |  |                                                       |  |  |                                                    |  |
|                                                               | Fabrizio I Colonna, I duca di Paliano | Odoardo Colonna, duca di Marsi                |                                              |  |  |       |  |  |                                                       |  |  |                                                    |  |
|                                                               | Fabrizio I Colonna, I duca di Paliano | Odoardo Colonna, duca di Marsi                |                                              |  |  |       |  |  |                                                       |  |  |                                                    |  |
|                                                               | Fabrizio I Colonna, I duca di Paliano | Filippa Conti                                 |                                              |  |  |       |  |  |                                                       |  |  |                                                    |  |
| Ascanio I Colonna, II duca di Paliano                         | Fabrizio I Colonna, I duca di Paliano |                                               |                                              |  |  |       |  |  |                                                       |  |  |                                                    |  |
|                                                               |                                       | Agnese di Montefeltro                         | Federico da Montefeltro, duca di Urbino      |  |  |       |  |  |                                                       |  |  |                                                    |  |
|                                                               |                                       | Agnese di Montefeltro                         | Federico da Montefeltro, duca di Urbino      |  |  |       |  |  |                                                       |  |  |                                                    |  |
|                                                               |                                       | Agnese di Montefeltro                         | Battista Sforza                              |  |  |       |  |  |                                                       |  |  |                                                    |  |
| Vittoria Colonna di Paliano                                   |                                       | Agnese di Montefeltro                         |                                              |  |  |       |  |  |                                                       |  |  |                                                    |  |
|                                                               |                                       | Ferdinando d'Aragona, duca di Montalto        | Ferdinando I di Napoli                       |  |  |       |  |  |                                                       |  |  |                                                    |  |
|                                                               |                                       | Ferdinando d'Aragona, duca di Montalto        | Ferdinando I di Napoli                       |  |  |       |  |  |                                                       |  |  |                                                    |  |
|                                                               |                                       | Ferdinando d'Aragona, duca di Montalto        | Diana Guardato                               |  |  |       |  |  |                                                       |  |  |                                                    |  |
| Giovanna d'Aragona                                            |                                       | Ferdinando d'Aragona, duca di Montalto        |                                              |  |  |       |  |  |                                                       |  |  |                                                    |  |
|                                                               |                                       | Castellana Folch de Cardona                   | Antonio Folch de Cardona                     |  |  |       |  |  |                                                       |  |  |                                                    |  |
|                                                               |                                       | Castellana Folch de Cardona                   | Antonio Folch de Cardona                     |  |  |       |  |  |                                                       |  |  |                                                    |  |
|                                                               |                                       | Castellana Folch de Cardona                   | Castellana de Requesnes                      |  |  |       |  |  |                                                       |  |  |                                                    |  |
|                                                               |                                       | Castellana Folch de Cardona                   |                                              |  |  |       |  |  |                                                       |  |  |                                                    |  |